# Stazione di Foggia
La stazione di Foggia è la principale stazione ferroviaria di Foggia e una delle più trafficate della rete ferroviaria pugliese. È un importante punto di snodo del Sud Italia per volume di traffico merci e passeggeri ed è servita dall’alta velocità, con collegamenti da e per Roma, Milano e varie destinazioni del versante adriatico.
È il punto di diramazione tra la linea Ancona-Lecce e quella per Napoli; a ciò si aggiungono i collegamenti per Potenza oltre ad alcune altre linee di interesse locale.
La gestione degli impianti è affidata a Rete Ferroviaria Italiana (RFI), società del gruppo Ferrovie dello Stato, che classifica la stazione nella categoria "Gold".

## Storia

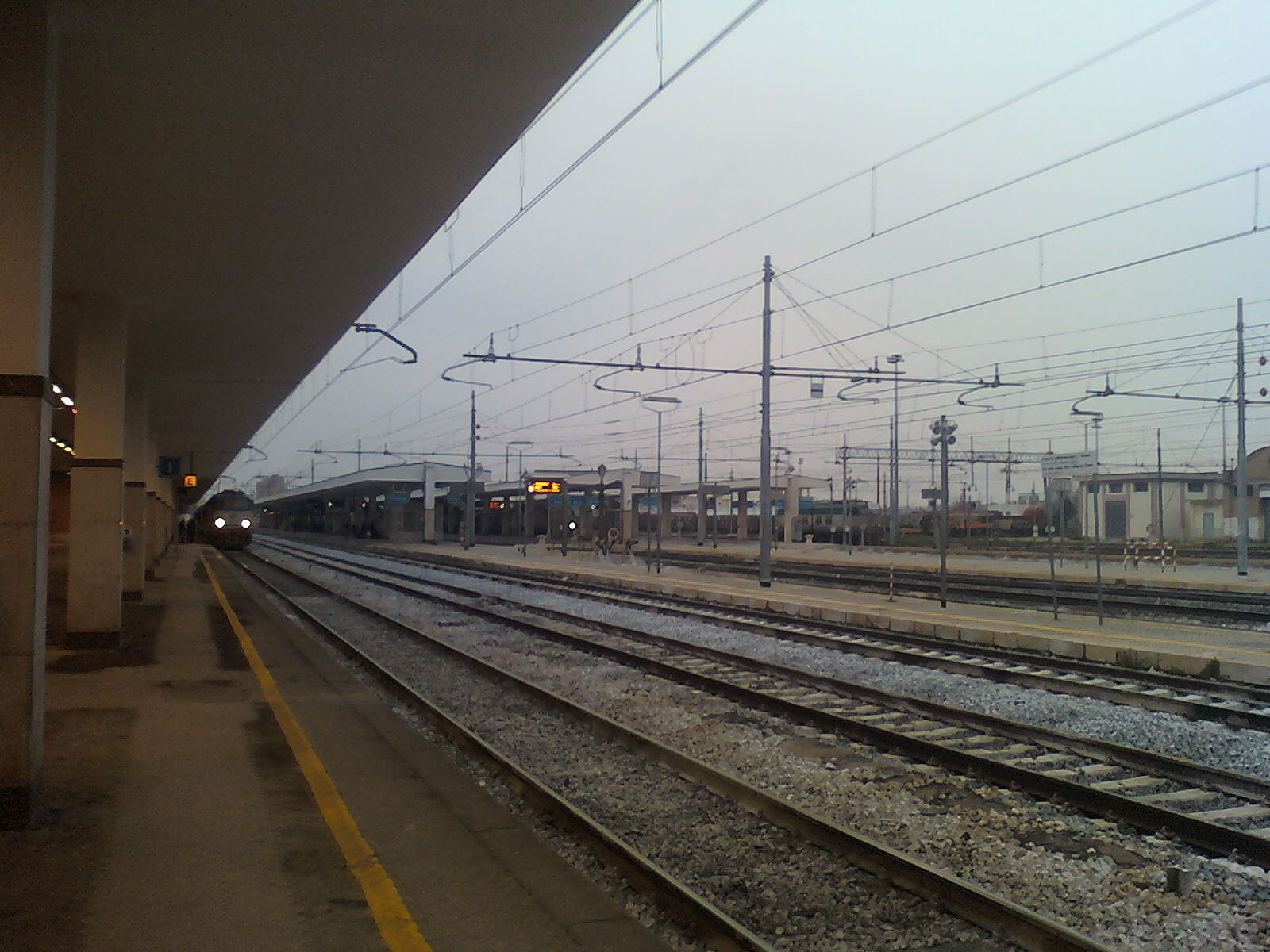
L'interno della stazione di Foggia

La stazione di Foggia venne inaugurata il 25 aprile 1864 con l'apertura del tronco Ortona-Foggia della ferrovia Adriatica. Con il passare degli anni, in seguito all'apertura di nuove linee, la stazione divenne un nodo di importanza fondamentale tra le direttrici che corrono dal nord al sud dell'Italia e dall'Adriatico al Tirreno.
Nel 1943 la città di Foggia fu bombardata dagli Alleati a causa del nodo ferroviario e dei numerosi aeroporti in funzione nella piana circostante.
Il fabbricato viaggiatori fu ricostruito dopo le distruzioni belliche nel 1951 su progetto dell'architetto Roberto Narducci, riproponendo alcuni elementi architettonici utilizzati da lui stesso nella realizzazione della stazione di Roma Ostiense.

## Strutture e impianti
L'edificio viaggiatori, costruito negli anni sessanta, si erge per una lunghezza totale di circa 300 metri e si affaccia imponente nella piazza antistante, ove si realizza l'interscambio con le principali linee di autobus urbani e interurbani. Il corpo centrale, dove si trova l'ingresso, è più grande e sporge leggermente in avanti rispetto alla restanti parti laterali. Al piano terra si trovano i servizi per viaggiatori quali biglietteria, bar, edicola, tabaccheria,la dirigenza del movimento e la sede della Polfer, mentre i piani superiori sono adibiti a uffici di Trenitalia.
Per il traffico passeggeri si contano 8 binari passanti, intercalati da 4 banchine munite di pensilina e collegate tramite sottopassaggio, di cui il secondo è asservito alle manovre e, pertanto, non accessibile dalle banchine, più 5 binari tronchi (1, 3 e 5 tr. Nord, 4 e 6 tr. Sud) per un totale di 13 binari.
Per la sosta dei carri merci è utilizzato il piazzale posto sul lato Sud, di fianco al primo binario. Il fascio merci comprende otto binari passanti, undici binari tronchi e un'area denominata la “Succursale”, dotata di un ulteriore fascio che comprende ben 16 binari. Sono presenti, inoltre, altri binari tronchi di minore importanza ed alcuni magazzini. Lo scalo merci, situato sul lato Nord dell'impianto, comprende altri 7 binari tronchi, una piattaforma di carico, un magazzino e, all'interno dell'area dello scalo, il terminal per il carico-scarico delle auto a seguito e per il carrellamento stradale di carri ferroviari.

## Movimento
Elevato il numero di passeggeri che transitano nella stazione, secondo RFI 4.000.000 di passeggeri all'anno, frutto dell'interscambio esistente tra varie linee, e del collegamento tra la stazione e i diversi centri dell'area; ciò la rende la seconda stazione pugliese, dopo Bari Centrale, a cui fanno seguito Barletta, Brindisi, Lecce e Taranto.

## Servizi
La stazione dispone di:
- Bar
- Biglietteria a sportello e automatica
- Negozi
- Ristorante
- Servizi igienici
- Accessibilità per portatori di handicap
- Fermata autolinee urbane ATAF Foggia ed extraurbane
- Posto di Polizia ferroviaria